# Sioniac
Sioniac é uma comuna francesa na região administrativa da Nova Aquitânia, no departamento de Corrèze. Estende-se por uma área de 10,6 km². Em 2010 a comuna tinha 225 habitantes (densidade: 21,2 hab./km²).